# Abel Ruiz
Pour les articles homonymes, voir Ruiz.
Abel Ruiz Ortega, né le 28 janvier 2000 à Almussafes (Communauté valencienne, Espagne), est un footballeur international espagnol qui joue au poste d'attaquant avec le Girona FC.

## Biographie
Abel Ruiz rejoint La Masia et les catégories inférieures du FC Barcelone en 2012 en provenance du Valence CF.
Le 9 avril 2017, il devient le premier joueur né après l'an 2000 à débuter dans les catégories professionnelles du FC Barcelone lors du match de l'équipe réserve face au CF Badalona en Segunda División B. Le 28 août 2017, Abel Ruiz débute en Segunda División face au CD Tenerife.
Devant ses brillantes prestations et face à l'attrait de Liverpool, il est annoncé le 6 avril 2018 que cette pépite de la Masia devrait signer un nouveau contrat avec le Barça. Le 25 juin 2018, le FC Barcelone prolonge le contrat de l'attaquant jusqu'en 2021 avec une clause libératoire de 100 millions d'euros.
Le 12 mai 2019, il débute en première division face à Getafe CF.
Le 30 janvier 2020, il est prêté pour six mois au club portugais du Sporting Braga avec option d'achat obligatoire de 10 M€. Il signe un bail de cinq ans avec le club portugais au cours de l’été et le Barça possèdera une option de rachat pendant trois ans.

### Équipe d'Espagne
Le 19 mai 2017, Abel Ruiz remporte avec l'équipe d'Espagne des moins de 17 ans le championnat d'Europe face à l'Angleterre.
Le 28 octobre 2017, Abel Ruiz fait partie de l'équipe espagnole qui s'incline devant l'Angleterre en finale de la Coupe du monde des moins de 17 ans disputée en Inde. Il inscrit six buts au cours de cette compétition, et termine à la troisième place du classement des meilleurs buteurs. 
Le 6 septembre 2019, il fait partie de l'équipe d'Espagne des moins de 21 ans.
Il honore sa première sélection en équipe d'Espagne le 8 juin 2021 face à la Lituanie, débutant la rencontre amicale en tant que titulaire. Cette rencontre est particulière en raison de l'équipe essentiellement composée d'espoirs en raison de cas de Covid-19 dans l'effectif espagnol ; cette équipe remporte néanmoins la rencontre sur le score de 4 à 0,.

## Statistiques
| Saison                | Club                  | Championnat           | Championnat | Championnat | Championnat | Coupe nationale | Coupe nationale | Coupe nationale | Coupe de la Ligue | Coupe de la Ligue | Coupe de la Ligue | Supercoupe | Supercoupe | Supercoupe | Compétition(s) continentale(s) | Compétition(s) continentale(s) | Compétition(s) continentale(s) | Compétition(s) continentale(s) | Espagne | Espagne | Espagne | Total | Total | Total |
| Saison                | Club                  | Division              | M.          | B.          | P.d.        | M.              | B.              | P.d.            | M.                | B.                | P.d.              | M.         | B.         | P.d.       | Comp.                          | M.                             | B.                             | P.d.                           | M.      | B.      | P.d.    | M.    | B.    | P.d.  |
| 2018-2019             | FC Barcelone          | Liga                  | 1           | 0           | 0           | -               | -               | -               | -                 | -                 | -                 | -          | -          | -          | C1                             | -                              | -                              | -                              | -       | -       | -       | 1     | 0     | 0     |
| Sous-total            | Sous-total            | Sous-total            | 1           | 0           | 0           | 0               | 0               | 0               | 0                 | 0                 | 0                 | 0          | 0          | 0          | -                              | 0                              | 0                              | 0                              | 0       | 0       | 0       | 1     | 0     | 0     |
| 2019-2020             | SC Braga (prêt)       | Liga NOS              | 6           | 1           | 0           | -               | -               | -               | -                 | -                 | -                 | -          | -          | -          | C3                             | 2                              | 1                              | -                              | -       | -       | -       | 8     | 2     | 0     |
| 2020-2021             | SC Braga              | Liga NOS              | 25          | 3           | 3           | 7               | 7               | 0               | 3                 | 1                 | 0                 | -          | -          | -          | C3                             | 4                              | 0                              | 0                              | 2       | 0       | 0       | 41    | 11    | 3     |
| 2021-2022             | SC Braga              | Liga NOS              | 28          | 2           | 3           | 2               | 0               | 0               | 2                 | 0                 | 0                 | 1          | 0          | 0          | C3                             | 10                             | 3                              | 0                              | -       | -       | -       | 43    | 5     | 3     |
| 2022-2023             | SC Braga              | Liga NOS              | 34          | 8           | 6           | 5               | 2               | 0               | 4                 | 1                 | 0                 | 1          | 0          | 0          | C3                             | 6+2                            | 1                              | 0                              | -       | -       | -       | 52    | 12    | 6     |
| 2023-2024             | SC Braga              | Liga NOS              | 30          | 6           | 2           | 3               | 0               | 0               | 4                 | 1                 | 0                 | 1          | 0          | 0          | C1+C3                          | 9+2                            | 1                              | 1                              | -       | -       | -       | 49    | 8     | 3     |
| Sous-total            | Sous-total            | Sous-total            | 122         | 20          | 14          | 15              | 9               | 0               | 11                | 3                 | 0                 | 1          | 0          | 0          | -                              | 35                             | 5                              | 1                              | 2       | 0       | 0       | 186   | 37    | 15    |
| 2024-2025             | Girona FC             | Liga                  | 23          | 4           | 0           | 1               | 0               | 0               | -                 | -                 | -                 | -          | -          | -          | C1                             | 3                              | 0                              | 0                              | -       | -       | -       | 27    | 4     | 0     |
| Sous-total            | Sous-total            | Sous-total            | 23          | 4           | 0           | 1               | 0               | 0               | 0                 | 0                 | 0                 | 0          | 0          | 0          | -                              | 3                              | 0                              | 0                              | 0       | 0       | 0       | 27    | 4     | 0     |
| Total sur la carrière | Total sur la carrière | Total sur la carrière | 146         | 24          | 14          | 16              | 9               | 0               | 11                | 3                 | 0                 | 1          | 0          | 0          | -                              | 38                             | 5                              | 1                              | 2       | 0       | 0       | 214   | 41    | 15    |

## Palmarès

### En club
FC Barcelone :
- Champion d'Espagne en 2019

 SC Braga
- Finaliste de la Coupe de la Ligue portugaise en 2021
- Finaliste de la Supercoupe du Portugal en 2021
- Finaliste de la Coupe du Portugal en 2023

### En sélection
Espagne moins de 19 ans
- Vainqueur du championnat d'Europe des moins de 19 ans en 2019